# Łupek ogniotrwały
Łupek ogniotrwały, tonstein – skała osadowa, odmiana łupka ilastego występująca jako przerosty w pokładach węgla kamiennego, rzadziej wśród karbońskich skał płonnych.

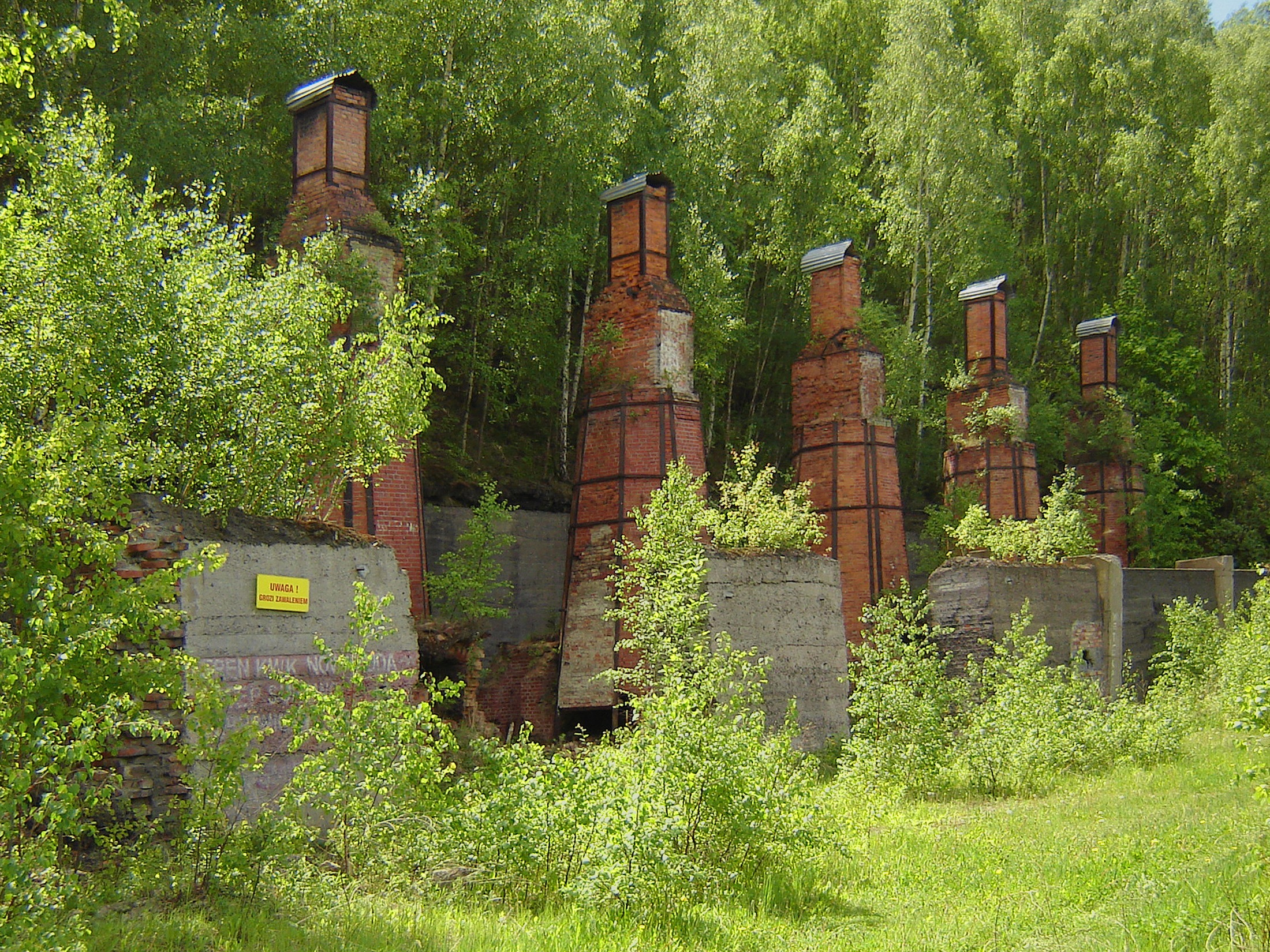
Nieczynne piece do prażenia łupku w Nowej Rudzie

Składa się głównie z kaolinitu o specyficznym wykształceniu, ponadto ze skaleni, łyszczyków. Jest to skała bardzo drobnoziarnista, o wyraźnej kierunkowości, często laminowana lub warstwowana, zwięzła, twarda, nieplastyczna, nie rozmakająca w wodzie.

## Występowanie
Łupki ogniotrwałe w Polsce występują w Sudetach Środkowych (niecka śródsudecka), w rejonie Wałbrzycha i Nowej Rudy, w Górnośląskim Zagłębiu Węglowym (na Górnym Śląsku i w Małopolsce - w Zagłębiu Dąbrowskim i w Krakowskim) oraz w Lubelskim Zagłębiu Węglowym.

## Zastosowanie
- materiał ogniotrwały